# Bruno Tabata
Bruno Vinícius Souza Ramos, plus communément appelé Bruno Tabata, né le 30 mars 1997 à Ipatinga, est un footballeur brésilien. Il évolue au poste de milieu de terrain au SC Internacional.

## Biographie

### En club
Il évolue en première division portugaise à compter de la saison 2017-2018.

### En équipe nationale
Avec l'équipe du Brésil des moins de 23 ans, il participe au Tournoi de Toulon en juin 2019. Lors de cette compétition, il s'illustre en inscrivant un but et en délivrant une passe décisive face au Guatemala. Le Brésil remporte le tournoi.

## Palmarès

### En sélection
- Vainqueur du Tournoi de Toulon en 2019 avec l'équipe du Brésil des moins de 23 ans

### En club
- Champion du Portugal de D2 en 2017 avec le Portimonense SC
- Champion du Portugal en 2021 avec le Sporting CP

## Statistiques
| Saison                | Club                  | Championnat           | Championnat | Championnat | Championnat | Coupe nationale | Coupe nationale | Coupe nationale | Coupe de la Ligue | Coupe de la Ligue | Coupe de la Ligue | Supercoupe | Supercoupe | Supercoupe | Compétition(s) continentale(s) | Compétition(s) continentale(s) | Compétition(s) continentale(s) | Compétition(s) continentale(s) | Ligue régionale | Ligue régionale | Ligue régionale | Total | Total | Total |
| Saison                | Club                  | Division              | M.          | B.          | P.d.        | M.              | B.              | P.d.            | M.                | B.                | P.d.              | M.         | B.         | P.d.       | Comp.                          | M.                             | B.                             | P.d.                           | M.              | B.              | P.d.            | M.    | B.    | P.d.  |
| 2020-2021             | Sporting CP           | Primeira Liga         | 16          | 0           | 2           | 3               | 1               | 1               | 1                 | 1                 | 0                 | -          | -          | -          | C1                             | -                              | -                              | -                              | -               | -               | -               | 20    | 2     | 3     |
| 2021-2022             | Sporting CP           | Primeira Liga         | 21          | 3           | 1           | 3               | 2               | 1               | 3                 | 0                 | 0                 | 1          | 0          | 0          | C1                             | 4                              | 1                              | 1                              | -               | -               | -               | 32    | 6     | 3     |
| Sous-total            | Sous-total            | Sous-total            | 37          | 3           | 3           | 6               | 3               | 2               | 4                 | 1                 | 0                 | 1          | 0          | 0          | -                              | 4                              | 1                              | 1                              | -               | -               | -               | 52    | 8     | 6     |
| 2022                  | Palmeiras             | Série A               | 13          | 0           | 1           | -               | -               | -               | -                 | -                 | -                 | -          | -          | -          | CL                             | 2                              | 0                              | 0                              | -               | -               | -               | 15    | 0     | 1     |
| 2023                  | Palmeiras             | Série A               | 5           | 0           | 0           | 2               | 1               | 0               | -                 | -                 | -                 | -          | -          | -          | CL                             | 1                              | 0                              | 0                              | 9               | 1               | 0               | 17    | 2     | 0     |
| Sous-total            | Sous-total            | Sous-total            | 18          | 0           | 1           | 2               | 1               | 0               | -                 | -                 | -                 | -          | -          | -          | -                              | 3                              | 0                              | 0                              | 9               | 1               | 0               | 32    | 2     | 1     |
| 2023-2024             | Qatar SC (prêt)       | Qatar Stars League    | 8           | 4           | 2           | -               | -               | -               | -                 | -                 | -                 | -          | -          | -          | -                              | -                              | -                              | -                              | -               | -               | -               | 8     | 4     | 2     |
| Total sur la carrière | Total sur la carrière | Total sur la carrière | 63          | 7           | 6           | 8               | 4               | 2               | 4                 | 1                 | 1                 | 1          | 0          | 0          | -                              | 7                              | 1                              | 1                              | 9               | 1               | 0               | 92    | 14    | 10    |